# José María Castellanos Ledo
José María Castellanos Ledo (Bilbao, 8 de abril de 1909-Ibidem, 21 de julio de 1973), más conocido como  Chitín, fue un futbolista español, que se desempeñaba como defensa.
A lo largo de su trayectoria en el Athletic Club disputó 147 encuentros oficiales. Su padre, Manuel, fue presidente del club entre 1929 y 1933.

## Trayectoria
Castellanos llegó al Athletic Club en 1928 procedente de su equipo filial. Su debut oficial se produjo el 30 de septiembre de 1928, ante el Barakaldo CF, en un partido del Campeonato Regional. Su debut en la récien creada Primera División de España tuvo lugar el 17 de febrero de 1929 ante el RCD Espanyol (victoria por 9 a 0). Durante su etapa en el club rojiblanco, que duró seis temporadas, fue titular en las cuatro finales de Copa consecutivas ganadas (entre 1930 y 1933). Este hito también fue llevado a cabo por Gregorio Blasco, José Muguerza, José Iraragorri, Bata y Guillermo Gorostiza.
Tras su retirada fue un gran amante del tenis, pasión que también heredó su hijo. De hecho, el Campeonato de Euskadi Absoluto de Tenis lleva  el nombre de ambos. Se dedicó profesionalmente a trabajar en los Altos Hornos de Vizcaya, después de haber estudiado Ingeniería Industrial.

## Clubes
| Club          | País   | Año       |
| ------------- | ------ | --------- |
| Athletic Club | España | 1928-1934 |

## Palmarés

### Campeonatos regionales
| Título                         | Club          | País   | Año  |
| ------------------------------ | ------------- | ------ | ---- |
| Campeonato Regional de Vizcaya | Athletic Club | España | 1929 |
| Campeonato Regional de Vizcaya | Athletic Club | España | 1931 |
| Campeonato Regional de Vizcaya | Athletic Club | España | 1932 |
| Campeonato Regional de Vizcaya | Athletic Club | España | 1933 |
| Campeonato Regional de Vizcaya | Athletic Club | España | 1934 |

### Campeonatos nacionales
| Título                          | Club          | País   | Año  |
| ------------------------------- | ------------- | ------ | ---- |
| Liga Española                   | Athletic Club | España | 1930 |
| Copa del Rey                    | Athletic Club | España | 1930 |
| Liga Española                   | Athletic Club | España | 1931 |
| Copa Presidente de la República | Athletic Club | España | 1931 |
| Copa Presidente de la República | Athletic Club | España | 1932 |
| Copa Presidente de la República | Athletic Club | España | 1933 |
| Liga Española                   | Athletic Club | España | 1934 |